# Chilevisión
Chilevisión (CHV) es un canal de televisión abierta chileno, propiedad de Paramount Skydance Corporation. Inició sus transmisiones el 4 de noviembre de 1960 en la frecuencia 9 de Santiago.
Inicialmente el canal fue propiedad de la Universidad de Chile hasta 1993, año en que fue vendido al conglomerado venezolano Organización Cisneros. En 2005, el empresario Sebastián Piñera adquiere Chilevisión a través de su holding Bancard; en 2010, y tras su investidura como Presidente de Chile, pasó a ser controlada por WarnerMedia, actualmente Warner Bros. Discovery. En una operación que tomó casi 13 meses entre 2020 y 2021, WarnerMedia cedió el control de Chilevisión a ViacomCBS, actualmente Paramount Global.
Chilevisión es miembro de la Asociación Nacional de Televisión y de la Organización de Telecomunicaciones de Iberoamérica (OTI). El canal genera su programación desde 2016 en estudios ubicados en el complejo de Warner Bros. Discovery en la comuna de Santiago, los que alojaban originalmente a la fábrica textil Machasa.
El canal, la tercera red de televisión más antigua de ese país, fue denominado inicialmente Canal 9 de Televisión de la Universidad de Chile por su frecuencia original, que utilizó desde 1960 hasta 1980, a excepción del período entre el 16 de junio y el 18 de noviembre de 1973, donde emitió temporalmente en la frecuencia 6 como Canal 6 de la Corporación de Televisión de la Universidad de Chile. Tras el cambio a la frecuencia 11 de Santiago en 1980, fue conocido como Teleonce hasta 1983; luego, como Universidad de Chile Televisión (hasta 1991), Red de Televisión de la Universidad de Chile (RTU; hasta 1993), y desde septiembre de 1993 en adelante como Chilevisión.

## Historia

### Orígenes
Las primeras pruebas experimentales de televisión realizadas por la Universidad de Chile se realizaron a partir de 1956 gracias al aporte de los ingenieros Rodolfo Baffico Garibaldi, Carlos Haramoto Nishikimoto y Bartolomé Dezerega Salgado en el Instituto de Investigaciones y Ensayos Eléctricos (actual Departamento de Ingeniería Eléctrica) de la Facultad de Ciencias Físicas y Matemáticas.
Cuando el Instituto de Investigaciones y Ensayos Eléctricos hace saber al rector Juan Gómez Millas en 1959 que las experimentaciones se hallan ya suficientemente avanzadas para intentar la operación permanente de un canal, este le encomienda al Secretario General, Álvaro Bunster, que establezca el contacto correspondiente con los ingenieros y que provea los elementos necesarios para su puesta en marcha. Así, desde sus mismos inicios, Canal 9 es asumido como un proyecto institucional de rectoría.
Al interior del Consejo Universitario se manifestaron posiciones diversas. Los decanos de las facultades más tradicionales veían con reticencia la iniciativa. Rechazaron la idea de que “la universidad se siga embarcando en proyectos que, en cierto modo, significan convertirse en una Corfo-Cultural”, según comentó Álvaro Bunster. Pero también había quienes comparten los principios de la extensión cultural y descubren en el nuevo medio una potente herramienta para ello. Entre estos destacó el Decano de la Facultad de Filosofía y Educación, Eugenio González, quien inició una verdadera batalla por la televisión universitaria. En su planteamiento, televisión universitaria es sinónimo de televisión cultural. Esta postura prevaleció, y Bunster —funcionario de confianza del rector— fue el encargado de darle forma.
Así, en mayo de 1960 fue creado el Departamento Audiovisual dependiente directamente de Secretaria General. Desde Berkeley, Estados Unidos, viajó el historiador Leopoldo Castedo para asumir la primera dirección del debutante Departamento Audiovisual que, aparte de la sección Televisión, incluye las antiguas reparticiones de Cine Experimental, Cineteca y Fotografía. Como director del canal asume Raúl Aicardi, periodista de extensa trayectoria en el campo radial y, en esa época, en funciones en la Oficina de Cine y Radio de la Embajada de EE. UU. Además, tiene a su cargo la cátedra de Periodismo Audiovisual de la Escuela de Periodismo. La fórmula Bunster-Castedo-Aicardi, como primeros gestores del canal, expresa la búsqueda de garantizar el control político e institucional central del canal la conducción cultural de la estación y la eficiencia técnica en su operación.
Tanto la selección de las personas —todos administrativos o académicos de la universidad—, así como la generación de una instancia especial estrechamente vinculada a la rectoría para la puesta en marcha, muestran la voluntad institucional explícita de conducir el canal como un proyecto propiamente universitario.
Esta primera etapa de Canal 9 coincide con el término del segundo período del rector Juan Gómez Millas, quien en materia cultural continúa y ahonda los principios de la extensión de su antecesor Juvenal Hernández. Para el rector de la modernización, la televisión se justifica como un medio para “cooperar a la educación pública, factor favorable al desarrollo científico y tecnológico del país, entendiendo por científico no solo las ciencias naturales, sino el conjunto de las disciplinas humanas”. Tanto así, que el primer proyecto que presenta Leopoldo Castedo para definir al canal, propone un “serio estudio de las insuficiencias del sistema educativo nacional para que la TV pueda suplir esa carencia y alcanzar con su acción a todas aquellas personas y sectores —especialmente campesinos y habitantes del sector rural— que, por distintas razones, han quedado excluidas de la educación”.
Por su parte, Raúl Aicardi define la televisión universitaria desde una perspectiva que aporta ciertos elementos más propios del campo comunicacional, pero dentro de los márgenes que la autoridad universitaria ha tratado.

### Corporación de Televisión de la Universidad de Chile, Canal 9 (1960-1980)

#### Primeros años (1960-1972)
Hubo que esperar un año para que finalmente Canal 9 iniciara sus transmisiones el 4 de noviembre de 1960 a las 19:00. La transmisión cubrió un radio de 30 kilómetros a la redonda, a efecto de los 3kW de potencia del transmisor. En ella, los 300 receptores que había en Santiago pudieron ver y oír la presentación del canal, hecha por Luis Hernández Parker, al Coro de la Universidad cantando el Himno, una representación de folclor mapuche a cargo de Margot Loyola, un diálogo entre Manuel Rojas y Jorge Edwards y, finalmente, un teleteatro de un drama minero ofrecido por el ITUCh. Todo ello desde un estrecho estudio ubicado en la Escuela de Ingeniería de la Universidad, ubicada en Avenida Beaucheff; dicho lugar sería la sede del canal hasta 1963. En los primeros seis meses desde su inauguración, las emisiones de Canal 9 eran de una hora semanal los días viernes, aumentando posteriormente a dos horas y a partir de inicios de 1962 comenzaron las emisiones diarias.
Ya en 1962 se llevaron a cabo dos grandes emisiones: la primera hecha desde exteriores, el 14 de abril, con ocasión de la llegada del recién ordenado Cardenal Raúl Silva Henríquez (transmisión muy improvisada, por demás) y la primera retransmisión deportiva, una preparatoria entre la Selección Chilena y el Real Zaragoza realizada el 6 de mayo. Estas determinaron el futuro del canal, al ser este junto con Canal 13 de la Universidad Católica y Canal 8 de la Universidad Católica de Valparaíso los transmisores de la Copa Mundial de 1962; Canal 9 tuvo a cargo la transmisión del partido inaugural (Chile vs Suiza) y los partidos de Alemania vs Italia, Chile vs Alemania, Italia vs Suiza, y la definición por el tercer lugar. Este evento, a la vez, marcó la entrada del canal a un escenario mucho más competitivo: en noviembre de 1962 ya había 20 000 receptores en todo Chile, cuatro veces más que en enero del mismo año. En ese período, Canal 9 fue pionero en la realización de Televisión Educativa, a cargo de un grupo de egresados del Instituto Pedagógico y bajo la dirección de la profesora Viola Soto. Estas teleclases —iniciadas en mayo de 1961— en un principio llegaban solo al Liceo Manuel de Salas, y más tarde se extenderían a otros 6 liceos públicos de la capital.
Sin embargo, Canal 9 enfrentaba a un Canal 13 mucho mejor organizado, con respaldo de una empresa privada (Protel) que se encargaba de los espacios de entretención, tanto nacionales como extranjeros, que emitía dicho canal. Por ello, Canal 9 se vio obligado a cerrar sus puertas durante 7 meses (desde el 14 de mayo de 1963 hasta el 21 de diciembre del mismo año), durante el cual se revisaron varios métodos para asegurar la continuidad del canal. Uno de los más trascendentes fue uno que implicaba un préstamo del BID por un millón y medio de dólares para la televisión Educativa y formar teleclubes entre La Serena y Talca (en una primera etapa) con televisores que podrían sintonizar solamente el Canal 9. Esto causó polémica toda vez que se estaba en plena discusión acerca de una eventual participación de la empresa privada en el "negocio" televisivo.
En esa fecha, el canal reanuda su programación desde los estudios de Chilefilms —ubicados en avenida Manquehue cerca de la intersección con Cristóbal Colón—, con programas como Ésta es su vida, Jurado literario, Chile TV, HP en TV, Pantalla noticiosa y series extranjeras como El Santo y Los Intocables. En marzo de 1964 fue creado oficialmente el Departamento de Prensa, siendo Julio Fuentes Molina su primer director. En 1966, el canal se muda nuevamente a la que fue su dirección hasta 2016: Inés Matte Urrejola 0825 (en 2003 fue cambiado el número a 0890), en Providencia, y posteriormente se generan nuevos espacios reconocidos, como por ejemplo Special con Hernán Pereira, Café El Campeón y La gran cocina CRAV.
Canal 9 fue la primera estación televisiva chilena en emitir unos Juegos Olímpicos con la edición celebrada en Ciudad de México en 1968; en dicha ocasión la emisora realizó un programa diario de una hora con eventos grabados en videocinta. El 13 de marzo de 1969 Canal 9 realiza una de sus primeras emisiones recibidas vía satélite: el amerizaje de la tripulación de la misión espacial Apolo 9; dos semanas después, el 29 de marzo de 1969, transmitió en directo el Festival de la Canción de Eurovisión desde Madrid. Cuatro meses después, el 21 de julio, transmite en directo —junto con Canal 13 y TVN— la llegada del hombre a la Luna.
En abril de 1970 el canal lanzó una nueva programación, iniciando de manera pionera en la televisión chilena sus transmisiones a las 11 de la mañana con el programa Buenos días señora, conducido por la actriz Carla Cristi. Otros programas de esa época son Nuevediario (informativo), Aquí no se admiten grandes (infantil), 15 minutos con (entrevistas), Hit Parade (música), Figuras del deporte (deportes) y Cumpla su deseo con CRAV (concurso).
Los dos principales éxitos de Canal 9 en los primeros años de la década de 1970 fueron Sábados en el 9, estrenado en julio de 1970 con la conducción de Enrique Maluenda y que logró destronar a Sábados Gigantes de Canal 13 hasta que Maluenda decidió emigrar a Puerto Rico en julio de 1972, y la telenovela peruana Simplemente María, emitida por el canal desde el 14 de junio de 1971 hasta el 12 de enero de 1973, y que generó un aumento en las ventas de máquinas de coser como forma de imitar la esforzada vida de la protagonista.
El 1 de julio de 1971 Canal 9 extendió sus transmisiones a Valparaíso y Viña del Mar, mediante la misma frecuencia y a través de un enlace de microondas instalado en el sector de Agua Santa por la sede local de la Universidad de Chile; las primeras gestiones se habían iniciado hacia 1966, cuando la Escuela de Derecho de la sede porteña de la universidad había adquirido los equipos y en septiembre de 1967 se proyectaba instalar la repetidora en Playa Ancha, sin embargo el gobierno de Eduardo Frei Montalva denegó reiteradamente las autorizaciones para extender las emisiones de Canal 9 hacia Valparaíso e incluso suspendió el suministro eléctrico de la planta cuando esta transmitió de forma experimental durante una semana en 1968.

#### Crisis interna y aparición de Canal 6 (1973)
En octubre de 1972 el Consejo Superior de la Universidad de Chile llamó a concurso público para reemplazar todos los cargos del Departamento de Prensa de Canal 9, hecho que acrecentó la pugna existente entre la Junta Directiva de la Corporación de Televisión y el Sindicato del canal; en palabras de Juan Ángel Torti, se buscaba «cambiar a la casi totalidad de los periodistas del Canal 9 que eran de izquierda» y la Asamblea de Trabajadores de la estación televisiva denunciaba dicho concurso como una «maniobra política» y utilizar a Canal 9 como «un órgano más de la reacción chilena».
El 2 de enero de 1973 iniciaban sus labores los periodistas que habían ganado el concurso, sin embargo los trabajadores de Canal 9 impidieron su ingreso a las instalaciones. El conflicto se mantuvo, lo que llevó a que el 19 de enero, tras una asamblea de sus trabajadores encabezada por Luis Corbalán (presidente del sindicato), Luis Carrera (jefe de prensa) y Miguel Budnik (jefe de informaciones), se decidiera la toma de las instalaciones de Canal 9, quedando bajo control directo de sus empleados. El entonces jefe del Comité de Defensa del Canal era Augusto Carmona, elegido también por sus compañeros de Nuevediario como jefe de prensa, lo que generó una nueva pugna con la Universidad. El 5 de marzo de 1973 la Contraloría General de la República declaró ilegal la convocatoria a concurso, ya que esta no estaba hecha por la Corporación de Televisión sino por el Consejo Superior de la Universidad.
El 23 de marzo de 1973 fueron robadas piezas clave de la estación repetidora que poseía Canal 9 en el sector de Agua Santa, en la población Nueva Aurora de la ciudad de Viña del Mar, con el cual la señal universitaria alcanzaba la ciudad de Valparaíso; la sustracción de los elementos fue ordenada por Eugenio Retamal, presidente de la Corporación de Televisión que era contraria a la toma del canal. En abril Carlos Sancho dejó la dirección del canal tomado, siendo reemplazado por el músico Sergio Ortega.
Producto de la toma de Canal 9, el grupo de trabajadores que apoyaba al rector Boeninger creó el 16 de junio de 1973 el Canal 6, iniciando sus emisiones de forma regular el día siguiente a las 20:05; el gobierno de la Unidad Popular tacharía esta decisión como ilegal y en la madrugada del 19 de junio los estudios de Canal 6 —ubicados en Avenida Pedro de Valdivia 2454, Providencia— fueron asaltados por la Policía de Investigaciones y se incautaron algunos equipos. No obstante lo anterior, la estación continuó transmitiendo en la frecuencia 6, reanudando sus emisiones el 7 de julio.
El 8 de septiembre de 1973 un contingente de carabineros ingresó a los estudios de Canal 9 por órdenes del intendente de la provincia de Santiago, Julio Stuardo. El desalojo se realizó de forma pacífica, mientras se encontraba en la conducción del programa Casos y cosas el locutor Pablo Aguilera; posterior al abandono de las dependencias, un coronel de la Prefectura Norte de Carabineros apareció en pantalla señalando:

Carabineros cumple las disposiciones. Está por el imperio de la ley, obedece las órdenes de los poderes del Estado. Estamos en un Gobierno de Derecho. Nada más.

La Universidad de Chile recuperó la frecuencia 9 a raíz de un acuerdo entre la Universidad Técnica del Estado (UTE), la Corporación de Televisión y los sindicatos del canal. La Universidad de Chile debería elegir con qué canal (y, por ende, con qué personal) se quedaría —con el 6 o con el 9— y la UTE quedaría a cargo de la otra frecuencia. Sin embargo, la caída de Salvador Allende frustró los planes de la UTE de tener un canal de televisión propio. Tras el golpe militar del 11 de septiembre de 1973, Canal 6 estuvo fuera del aire por cuatro días, retomando sus emisiones el 15 de septiembre. El reinicio de transmisiones mediante la frecuencia 9 se realizó el 18 de noviembre.

#### Reestructuración (1973-1980)
El aporte estatal a la televisora se suspendió en 1975 ya que se optó por un sistema mixto de financiamiento, lo que obligó a disminuir la producción propia e incrementar la envasada, programándose –en su mayoría– series extranjeras. Como forma de asegurar el funcionamiento del canal, la Universidad inyectaba recursos de manera constante, hasta que en 1976 la Contraloría General de la República de Chile decretó la ilegalidad de tales medidas.
La primera transmisión en color del canal —adoptando la norma norteamericana NTSC— ocurrió el 2 de diciembre de 1978 con ocasión de la emisión del festival OTI 1978 realizado en el Teatro Municipal de Santiago, y los días 8 y 9 de diciembre junto con Televisión Nacional de Chile, UCV Televisión, Canal 13 y la Red de Televisión de la Universidad del Norte transmitió la Primera Teletón. Al año siguiente transmitió de forma exclusiva la Copa América hasta las semifinales, cuando el buen desempeño de la selección chilena hizo que TVN transmitiera dichos partidos al resto del país y Canal 9 solamente para Santiago.
Una inyección económica —proveniente del Ministerio de Hacienda de la época— y la necesidad de invertir para mantenerse vigente provocó que en abril de 1980, el canal cambiara oficialmente su frecuencia a la 11. Cabe señalar que, entre el 6 de agosto de 1979 y el 20 de abril de 1980, se mantuvieron transmitiendo en forma conjunta, al menos en su cuasi totalidad, los canales 9 y 11. Ese mismo año se renovaron los equipos, se iniciaron los trámites para instalar una estación definitiva en Valparaíso (frecuencia 10, inaugurada en octubre de 1981) y se adquirió una unidad móvil, para producir programas desde exteriores.

### Teleonce / Universidad de Chile Televisión (1980-1991)
Con la intención de acercarse en sintonía frente a TVN y Canal 13 se lanzó oficialmente el cambio de frecuencia el 21 de abril de 1980 —inicialmente el cambio se realizaría el 11 de abril, pero problemas técnicos retrasaron dicha medida— el cual incluyó un show inaugural emitido esa noche desde el hotel Sheraton San Cristóbal y que incluyó la presencia de la banda estadounidense The Trammps, la cantante Madleen Kane, el humorista Bigote Arrocet y el grupo chileno Los Cuatro Cuartos; el show fue animado por Juan Guillermo Vivado. El logotipo de Teleonce, diseñado por Luis Albornoz y Vicente Larrea, correspondía a un número 11 inserto dentro de una pantalla de televisión y estaba inspirado en las Torres Santa María, antes de que la construcción de la segunda torre fuera cancelada tras la crisis económica de 1982; el número 11 también correspondía, según Albornoz, a una referencia velada al 11 de septiembre, fecha del golpe de Estado de 1973 que dio inicio a la dictadura militar.
El 26 de marzo de 1980, pocos días antes de oficializarse el cambio de frecuencia, el vicepresidente ejecutivo del canal, Juan Ramón Samaniego, renunció y fue nombrado de forma interina Ignacio Errázuriz Rozas, el cual también renunciaría en mayo para iniciar una serie de rotaciones en el cargo hasta 1981, cuando el coronel Hugo Larrañaga fue confirmado en dicho cargo. El gerente general de Teleonce fue Patricio Bustamante Pérez, sumado a Alfredo Lamadrid como gerente de Producción y Programación. Bajo esta dirección el canal generó sustanciales hitos programáticos, como Teleonce al despertar, Chilenazo, ¿Cuánto vale el show?, Los bochincheros, además de series extranjeras como Three's Company (1979-1986, además de su secuela Three's A Crowd emitida en 1987), Los Jefferson (1977-1987), Mr. Belvedere (1987-1992) y Fuego y hielo (1988). En 1981, Teleonce programa la telenovela mexicana Los ricos también lloran, pero bajo el nombre de Mariana.
En abril de 1983 Alfredo Lamadrid fue reemplazado por Marta Blanco en la Gerencia de Producción y Programación, y en dicho momento Teleonce pasó a ser Universidad de Chile Televisión, incluyendo nuevamente el nombre de la casa de estudios en su logotipo y papelería para evitar sospechas sobre una posible privatización, aunque sin grandes cambios. Marta Blanco intentó convertir a Canal 11 en un canal cultural y para ello se dio fin abruptamente a varios programas históricos como El club de los bochincheros en 1983 sumado al despido de distintos funcionarios. La fórmula del canal cultural no dio resultados, volviendo a ser un canal generalista, y Marta Blanco renunció a la dirección en marzo de 1984, siendo reemplazada por Sergio Melnick.
La gestión de Sergio Melnick redujo el contenido netamente cultural de la estación, generando cambios en programas icónicos como Canal Once al despertar y 525 Líneas, la incorporación de Raquel Argandoña al informativo Panorama y una nueva temporada de Chilenazo. Bajo el eslogan de "Un enfoque original", Canal 11 produjo nuevos programas como Extra jóvenes, Masamigos, Deporte en Vivo y Patio Plum.
Hacia 1988, Canal 11 tenía una limitadísima cobertura, llegando sus transmisiones desde la capital del país a las ciudades de Valparaíso y Viña del Mar (octubre de 1981), San Antonio (c. 1986) y la zona de Rancagua (hasta Rengo), que recibía la señal directamente de Santiago de manera débil.[cita requerida] Además Canal 11 tenía estaciones afiliadas:
- Telenorte (Regiones de Tarapacá y Antofagasta, entre 1989 y 1993)
- Canal 8 UCV Televisión (La Serena, entre 1980 y 1993)
- Instituto Profesional de Chillán Televisión (Chillán, entre 1983 a 1993)[40]
- Canal 10 Universidad Austral de Chile (Valdivia, entre 1986 y 1993)

Para 1989, la deuda de Universidad de Chile Televisión rondaba los 1500 millones de pesos, cifra que superaba a su patrimonio (320 millones de pesos) y sus ingresos (150 millones de pesos).

### RTU, Red de Televisión Universidad de Chile (1991-1993)
El 22 de marzo de 1991, Universidad de Chile Televisión se transformó en la Red de Televisión de la Universidad de Chile (RTU). Esta nueva etapa consistió en una estrategia programática en segmentos basados en cuatro ejes: la familia, el deporte, la cultura y el mundo, aunados bajo el lema "Cuatro canales en Uno". 
Así, por ejemplo, de lunes a viernes después del noticiero El primero de la mañana, entre las 7:45 hasta las 20 horas RTU era el "canal familiar"; desde las 20 horas, al iniciar la edición de El primero de la noche hasta el cierre de sus transmisiones, era el "canal internacional". Durante los sábados se transformaba en el "canal cultural", y los domingos era el "canal del deporte". Esta estrategia implicó que RTU Noticias fuera emitido sólo durante los días de semana, sin contar con servicios informativos los sábados y domingos.
La fórmula tenía dos objetivos: recuperar su tercer lugar histórico de audiencia, arrebatado por la llegada de los canales privados Megavisión y La Red, y aumentar su participación en ingresos publicitarios, ya que en 1991 RTU sólo superaba a UCV Televisión con un 4% del mercado.
Debido a esto, el rector Jaime Lavados intentó hacer una alianza con TVN donde la televisión pública llevase la gestión económica de Canal 11, y la Universidad asumiría el desarrollo de sus contenidos. Sin embargo, el proyecto del "Canal 18" — por la suma de las frecuencias 7.y 11 - se encontró con una dura oposición en el Congreso, lo que lo llevó a un fracaso.
Asimismo, los informes que llegaban a la rectoría de la Universidad demostraban que no era suficiente el cambio programático, sino que debía reestructurarse completamente la administración de la estación. Por ello, en 1992, Lavados empezó una serie de diligencias en La Moneda y el Congreso que derivaron en la transformación de RTU en 1993 hacia una "Corporación de Derecho Privado" bajo el nombre de Red de Televisión Universidad de Chile S.A., fruto de la asociación entre la ex-Corporación de Televisión y la Editorial Universitaria.
En marzo de 1992, el canal regresa a la programación generalista emitiendo contenidos familiares de lunes a sábado, sumado a un bloque cultural las mañanas del sábado; el domingo, mantiene el foco en el contenido deportivo y suma por las noches el espacio de debate Domicilio conocido.[cita requerida]
En octubre de 1991, la Subtel le concede 24 frecuencias en VHF desde Arica a Punta Arenas, con lo que RTU finalmente podría alcanzar un anhelo que tenía desde sus comienzos: la plena cobertura nacional. Sin embargo, la crisis económica interna solo permitió la inauguración de los transmisores en Antofagasta (Canal 6) y Concepción (Canal 7). Entre las 22 repetidoras restantes se contaban Canal 10 de Chillán (Iproch TV en aquel entonces, explotado por la UBB) y Canal 10 de Valdivia (explotado por la UACH). 
La crisis amenazaba la oportunidad única de RTU de tener alcance naconal, por lo que la Universidad decidió privatizar parte de la estación. Se presentaron varias empresas ligadas al área, como Telefónica (propietaria de Telefe entre 1999 y 2016), el Grupo Clarín (controladores de Artear, grupo de medios de comunicación argentino), Grupo Zeta (catalán, dueño de Antena 3) y el venezolano Grupo Cisneros; si bien la familia Noble ofreció una suma bastante más alta por el paquete accionario (49%), se eligió a Cisneros, que realizó la adquisición a través de Venevisión.

### Chilevisión (1993-presente)

#### Era Cisneros (Venevisión/Ibero American Media Partners, 1993-2000)

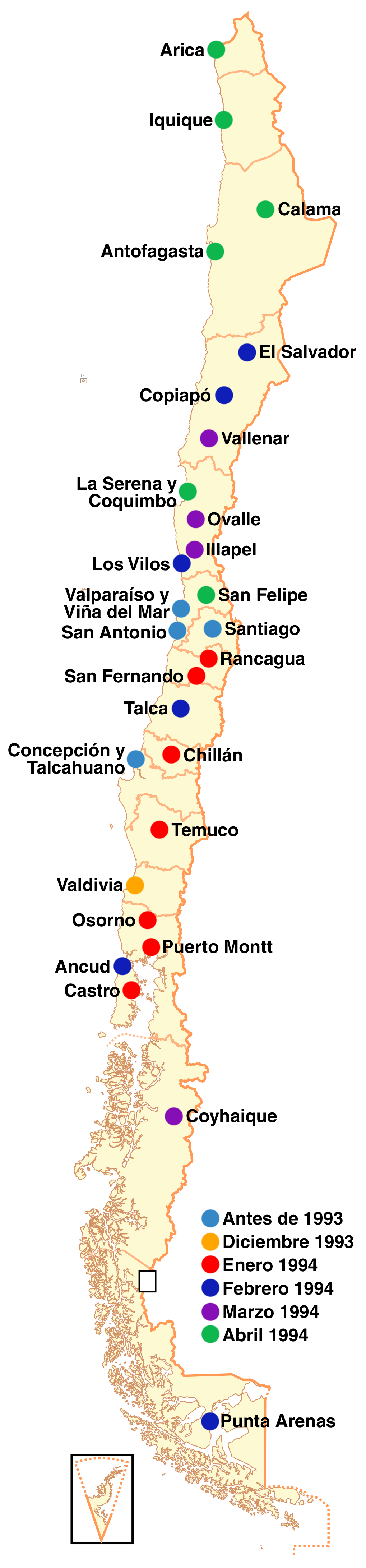
Expansión de Chilevisión entre 1993 y 1994.

Luego de la adquisición por parte de Venevisión, en un proceso muy rápido, el 30 de septiembre de 1993 RTU pasó a ser Chilevisión S.A (nombre propuesto por el emblemático director de televisión Sergio Riesenberg por la similitud de dicho nombre con el de la matriz venezolana). Y así las cosas logró tener cobertura nacional solo seis meses más tarde, en abril de 1994, mediante un plan de expansión nacional — tomando como base las concesiones otorgadas por la Subtel en octubre de 1991 - con el que se alcanzaron las ciudades de Valdivia (14 de diciembre de 1993); Chillán (1 de enero de 1994); Temuco y Osorno (ambas el 18 de enero de 1994); San Fernando (21 de enero); Rancagua, Puerto Montt y Castro (31 de enero); Punta Arenas (12 de febrero); Ancud (17 de febrero); Copiapó (24 de febrero); El Salvador, Los Vilos y Talca (28 de febrero); Vallenar, Ovalle e Illapel (18 de marzo); Coyhaique (30 de marzo); Arica, Iquique, Antofagasta, Calama, La Serena y San Felipe (7 de abril).
La mano de Cisneros también se vio en la creación de nuevos programas, que se transformaron en los íconos de la intervención de programas hechos en Chile. Lo envasado corrió por cuenta del talkshow estadounidense Geraldo y dos teleseries de contenido erótico, que pese a ser emitidas en horario de trasnoche, marcaban 6 puntos de índice de audiencia. Con todo, la audiencia permanecía en niveles bajos, y los programas que registraban mayor sintonía seguían siendo los que estaban en el aire desde la época de RTU: Escrúpulos y Extra jóvenes, añadiendo además el regreso de ¿Cuánto vale el show? en enero de 1994.
Pese a episodios difíciles vinculados a los casi nulos resultados y a la crisis política de Venezuela de inicios de los 90, el Grupo Cisneros venció el desánimo y no cejó en sus operaciones, al tiempo que la Casa de Bello daba cada vez mayores mensajes de que no estaba dispuesta a seguir al lado de sus socios sin ver los frutos de la gestión en sus arcas. Frente a esto, Cisneros declaró que no estaba dispuesto a quedarse solo con el 49% de las acciones, papeles que lo ataban a una serie de compromisos en los que debía emprender casi en soledad.
Con esto, y después de una serie de tratativas con el rector Jaime Lavados y el Consejo Universitario, efectuadas en agosto de 1994, se anunció el 18 de enero de 1995 que la Universidad de Chile dejaría de ser dueña mayoritaria de Chilevisión, traspasando a la nueva administración las acciones restantes, quedando Venevisión con la totalidad de la señal. En junio de ese mismo año, Chilevisión finalizó su programación matinal, debido a la baja audiencia.
Durante esos años, el canal destacaba algunos programas y telenovelas producidos por Venevisión como el programa humorístico Bienvenidos o el programa Súper sábado sensacional, programas propios del canal como Extra jóvenes, La guerra de los sexos, Escrúpulos, Domicilio conocido, Las vueltas de la vida, entre otros, series como Baywatch Nights, Directo al sur y Nash Bridges, entre otros; telenovelas y series extranjeras como la mexicana Luz Clarita y las argentinas Chiquititas y Mi familia es un dibujo; y dibujos animados, siendo pionero en la emisión de anime en Chile, primeramente en el bloque El club de los tigritos, entre ellos se destacan series como Los caballeros del zodiaco, Sailor Moon, Ranma 1/2, Pokémon, entre otros, incluyendo además la serie Están Arrestados, íntegramente doblada en Chile, y cuya banda sonora fue interpretada por Daniela Aleuy y Ricardo Carrizo.
En el plano deportivo, el canal adquirió, por primera vez, los derechos de transmisión de unos Juegos Olímpicos, Atlanta 1996 y de una Copa Mundial de Fútbol, Francia 1998, así como también transmitió la IndyCar Series, entre 1996 y 1998, en la que se destacó Eliseo Salazar.[cita requerida]
Entre 1995 y 1998 se inició la remodelación del edificio de Inés Matte Urrejola, la adquisición de equipos y una renovada apuesta en pantalla, lo que se tradujo en un aumento sostenido de los niveles de audiencia. En el área técnica, el canal mejoró considerablemente la calidad de imagen y sonido, y también la recepción de su señal en la capital.
Una alianza establecida entre la Organización Cisneros y Hicks, Must, Tate y Furst, Inc. dio lugar a la creación de Ibero American Media Partners, un fondo de inversión de US$ 500 millones que invierte, desarrolla y adquiere propiedades de medios en América Latina, España y Portugal, del cual Chilevisión pasó a formar parte en 1999.
Al cierre de la década de 1990, Chilevisión comenzó a destacar por su departamento de prensa con la aparición de Chilevisión noticias, que se consagró entonces como el segundo noticiero más visto de la televisión local, y desde inicios de 2000 por sus programas relativos a la farándula, donde eran comentadas tanto la vida personal y profesional de las figuras de los demás canales de TV nacional; programas como SQP — líder en su horario al mediodía — y Primer plano — que pasó de ser un programa resumen del espectáculo internacional a dedicarse a la farándula dura, inspirada por los formatos del género en Argentina y España.

#### Era Claxson (Ibero American Media Holdings Chile, 2000-2005)
En el 2000, se fusionan Ibero American Media Partners, Cisneros Television Group y el portal El Sitio, dando origen a Claxson Interactive Group. Con ello, Chilevisión pasa a formar parte y a ser controlado por Ibero American Media Holdings Chile, una empresa de Claxson.
El canal inició las transmisiones en sonido estéreo en 2002, tras algunos años con transmisiones estereofónicas de prueba irregulares. En octubre del mismo año, con el cambio de logotipo, Chilevisión relanza su departamento de prensa con el nacimiento de Chilevisión Noticias Matinal, obligando a la señal a comenzar sus transmisiones a las 5:45 (en el 2000 comenzaban a las 9:00). También comienza a realizar programas de conversación, farándula y telenovelas extranjeras.
Chilevisión había obtenido excelentes resultados en los últimos años. En 2002 el canal producía una pérdida anual de más de US$1,5 millón, pero tres años más tarde, con el cierre del ejercicio 2004, el canal había dejado una ganancia de aproximadamente US$2,5 millones. Fue el canal chileno de televisión abierta que más había crecido, ya que sus ventas aumentaron un 61% y su rating un 34,7%, logrando además un incremento de su share de inversión publicitaria.

#### Era Bancard y propiedad de Sebastián Piñera (2005-2010)

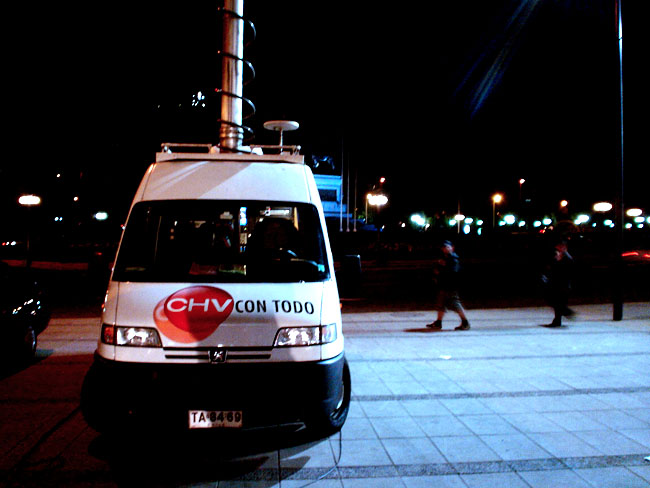
Móvil de prensa de Chilevisión en la Plaza Baquedano, Santiago de Chile.

En abril de 2005, Claxson concreta la venta de Chilevisión a Bancard — el family office del entonces empresario y luego presidente de la República, Sebastián Piñera - por una suma que ascendió a USD$ 25 millones de la época, con el fin de reenfocar sus inversiones en su negocio de televisión paga en América Latina. Desde ese entonces, Chilevisión comenzó un proceso donde la premisa era convertir al canal en un serio productor de ficción nacional, y convertirlo en una alternativa a los otros canales.
Una de las medidas fue el regreso de la programación en la franja matinal en 2006, tras más de una década de ausencia de este formato en las pantallas de CHV. Bancard también decide invertir en la infraestructura de la estación, remodelando sus instalaciones y renovando su equipamiento para preparar a la señal para la puesta en marcha de la televisión digital, y en especial la de alta definición.
Los resultados comenzaron a verse en pantalla con la realización de la primera teleserie de factura propia del canal en 2007: Vivir con 10, que alcanzó escasos índices de audiencia, pero que fue la base para el desarrollo de la incipiente área dramática y ficción de CHV. El aumento de la producción nacional en horario estelar, se vio reflejada en series y programas como Infieles, El club de la comedia, Teatro en Chilevisión y el periodístico En la mira, entre otros. Además, volvió a emitir el Festival del Huaso de Olmué y sumó la telenovela La esclava Isaura, que lideró la sintonía en el horario estelar.
Chilevisión trajo de vuelta el deporte en vivo a la televisión abierta, transmitiendo la Fórmula 1, la Premier League de Inglaterra, el Fútbol Argentino de Primera División, la Final del Torneo Paulista 2008 que ganaría el Palmeiras con la brillante actuación de Jorge Valdivia, los partidos más importantes de la Liga de Campeones de la UEFA, que reportó altos índices de audiencia para la estación, además de la transmisión de algunos partidos de los Torneos ATP en donde participe algún tenista nacional. La concesión de transmisión de partidos de la UEFA Champions League finalizó en 2012.
La inversión de Bancard fue exitosa no solo en índice de audiencia — pasando de 5,3 puntos promedio en 2005 a 7,5 en 2009, y 7,9 en el primer semestre de 2010 - sino también en ingresos económicos, superando los CL$ 3.000 millones anuales (~US$ 6 millones de la época), superando incluso a TVN y Canal 13, llevando a Chilevisión a ser el canal de televisión abierta más rentable de toda la industria bajo la administración de Piñera. Esta gestión fue la base que consolidó a CHV en el primer lugar de audiencia en 2011, ya bajo la administración de Turner.
Durante este periodo, la franja infantil-adolescente de las tardes de lunes a viernes la ocupaba Yingo; sin embargo, el programa recibió críticas de parte de asociaciones de padres y multas del CNTV por su contenido explícito durante el horario de protección de menores, además de ser acusado de inducir a malos ejemplos para su audiencia objetivo. [cita requerida]
A fines de 2009, el entonces director ejecutivo de CHV Jaime de Aguirre, y su gerente de contenidos Pablo Morales gestionan el ingreso de Vicente Sabatini al canal tras su renuncia a TVN. Sabatini logró darle al área dramática de Chilevisión nuevos estándares de calidad, contenidos y producción en ficción local, contratando además a gran parte del reparto de actores y equipo provenientes de Bellavista 0990. Durante su primer período de liderazgo, Sabatini elevó el nivel técnico de producción y dirección artística,reflejados en el estreno durante 2010 de la superproducción de época Manuel Rodríguez, protagonizada por Ricardo Fernández y Alfredo Castro.
En enero de 2010 se estrena Mujeres de lujo, siendo Chilevisión el primer canal en competir con TVN en el campo de las telenovelas nocturnas. Al poco andar la telenovelas se acercó rápidamente a Conde Vrolok de TVN, e incluso se le impuso en varios episodios. El 27 de mayo, el capítulo final alcanzó 31 puntos promedio (dejando a Conde Vrolok con solo 20 unidades). Como consecuencia del rendimiento de Mujeres de Lujo y Fiebre de baile 3 en mayo, por primera vez en su historia obtiene el primer lugar de sintonía general mensual, superando a todos sus competidores con 9,4 puntos de rating.
Debido al buen rendimiento económico de 2009 y 2010, el 12 de enero de 2010 el canal se impuso en la licitación de los derechos de televisación de la Selección Chilena de Fútbol, gracias a una millonaria apuesta: US$ 850 mil por la transmisión de cada partido de las eliminatorias al Mundial de Brasil 2014, además de asegurar la producción del resumen de los goles, y la transmisión de los encuentros amistosos desde el 1 de enero de 2011 y hasta el cierre del proceso eliminatorio. Además, el 17 de mayo de ese año se adjudicó hasta 2015 la transmisión y producción del Festival Internacional de la Canción de Viña del Mar, tras ganar la licitación correspondiente y ofrecer más de UF 1.163.000 por los 4 años de contrato, la mejor oferta presentada para dicha licitación.
Debido a las constantes presiones de parte de sus adversarios políticos en torno a un conflicto de intereses en caso de ganar la elección presidencial, el entonces candidato a la Presidencia de la República y dueño de Chilevisión, Sebastián Piñera decide comprometer la venta total de la estación televisiva, pese a que en Chile no hay Ley alguna que obligue al primer mandatario a dejar sus negocios privados. Para eso, debió iniciar un proceso que terminó por concretar la venta del canal.
La tardía venta de Chilevisión generó diversas consecuencias, entre ellas, el que se frene la discusión y aprobación de la Ley de televisión digital en Chile, ya que parlamentarios y representantes de la Concertación de Partidos por la Democracia acusaron un «conflicto de interés» mientras Piñera fuera propietario de CHV, por lo que indicaron que no se aprobaría el proyecto definitivo si éste no se desprendiera del canal; en caso de que los intentos de venderlo fracasaran, la televisión digital continuaría en modo demostrativo, lo que terminó retrasando la masificación de la TDT en territorio chileno. Además, mientras Piñera no vendiera Chilevisión durante su mandato, no podría nominar al director ejecutivo de Televisión Nacional de Chile ni al presidente del Consejo Nacional de Televisión, puesto que los parlamentarios opositores no aprobarían ninguno de estos nombramientos en el Congreso.[cita requerida]
Durante buena parte de su primer año de mandato Piñera intentó vender Chilevisión. La primera opción fue al fondo de inversiones local Linzor Capital y a un grupo de ejecutivos de la estación televisiva, encabezados por el director ejecutivo Jaime de Aguirre y su gerente general, Mario Conca. En un principio, ellos concentrarían un 2 % del capital de CHV, suma que podía incrementarse hasta un 5 a 7 % de acuerdo a los resultados económicos del canal.
El 14 de mayo de 2010, Bancard hizo pública la firma de una la promesa de compraventa por 220.211.807 acciones correspondientes a la totalidad de la propiedad de Chilevisión, equivalentes a aproximadamente US$ 140 millones de la época; sin embargo, en la operación no estaba incluida la propiedad de las instalaciones de la empresa textil Machasa, terrenos que fueron adquiridos algunos años antes con el fin de trasladar en el futuro las dependencias del canal, sepultando la posibilidad que el inmueble fuese comprado por los nuevos propietarios. 
Sin embargo, la promesa de venta al grupo Linzor se desechó de manera definitiva al no llegar a acuerdo con el rector de la Universidad de Chile sobre el papel de la casa universitaria en el futuro del canal, por lo que se inició la búsqueda de un nuevo propietario para la estación televisiva. Ante esto, se encargó a Larraín Vial un nuevo proceso de venta, donde algunos de los interesados fueron Bethia — el holding de la familia Solari, controladora de Falabella - y la norteamericana Time Warner, entre otros.

#### Era Turner/WarnerMedia (2010-2021)
El 25 de agosto de 2010, Bancard comunica oficialmente que Chilevisión fue adquirida en un 100 % por Turner Broadcasting System, propiedad de Time Warner, actualmente Warner Bros. Discovery. Si bien no se publicó la cifra de la venta en un comienzo, CHV confirmó que la venta tuvo un costo de US$ 157 millones; además, Turner confirmó que la plana gerencial de la televisora, encabezada por Jaime de Aguirre, continuaría en sus cargos, y que dentro de la operación se estableció la opción de compra de los antiguos terrenos de Machasa, los cuales deberían ser adquiridos en un plazo no mayor a seis meses, por un precio estimado de US$ 11 millones.
El 21 de febrero de 2011, con el inicio del Festival de Viña del Mar, debuta Chilevisión HD como canal de pago a nivel nacional; desde el 11 de octubre de 2013, la señal está disponible oficialmente en las parrillas de VTR y Movistar TV Digital.
En octubre del mismo año, Vicente Sabatini estrenó nuevamente una superproducción de época, La Doña (2011), protagonizada por Claudia Di Girolamo. Su realización tuvo un costo de US$5 000 000, proclamándose como la producción más cara de Chilevisión. La Doña logró altos índices de audiencia en el horario prime y derrotó a su competencia, las hegemonías de ficción; Su nombre es Joaquín de TVN y Peleles de Canal 13. Debido al éxito, el canal decidió retener a Claudia Di Girolamo bajo un exclusivo contrato de un período de dos años.
El 16 de diciembre de 2017, Turner Broadcasting System Latin America se quedó con la licitación de CDF; el acuerdo incluye la posibilidad de que Chilevisión emita un partido de la Primera División de Chile por semana a partir de 2019.
En febrero de 2018, el canal reorienta su identidad programática cambiando su identidad corporativa y contenidos, pasando a una línea más familiar y de entretención, dejando de lado el sensacionalismo y la crónica roja que por años habían caracterizado al canal.
A partir del domingo 1 de julio de 2018, la edición central de Chilevisión noticias decide trasladar su horario a las 20:00 horas, lo que implicó el traslado del horario prime a las 21:30 horas; la decisión se revierte al poco tiempo, y desde el lunes 24 de septiembre ambos bloques vuelven a moverse 30 minutos, debido a bajos índices de audiencia.
El 31 de enero de 2019, la señal HD de Chilevisión llega a Iquique. El 3 de febrero de 2019, también llega a Valparaíso y Viña del Mar por la TDT.

##### Traslado a nuevos estudios (2016)

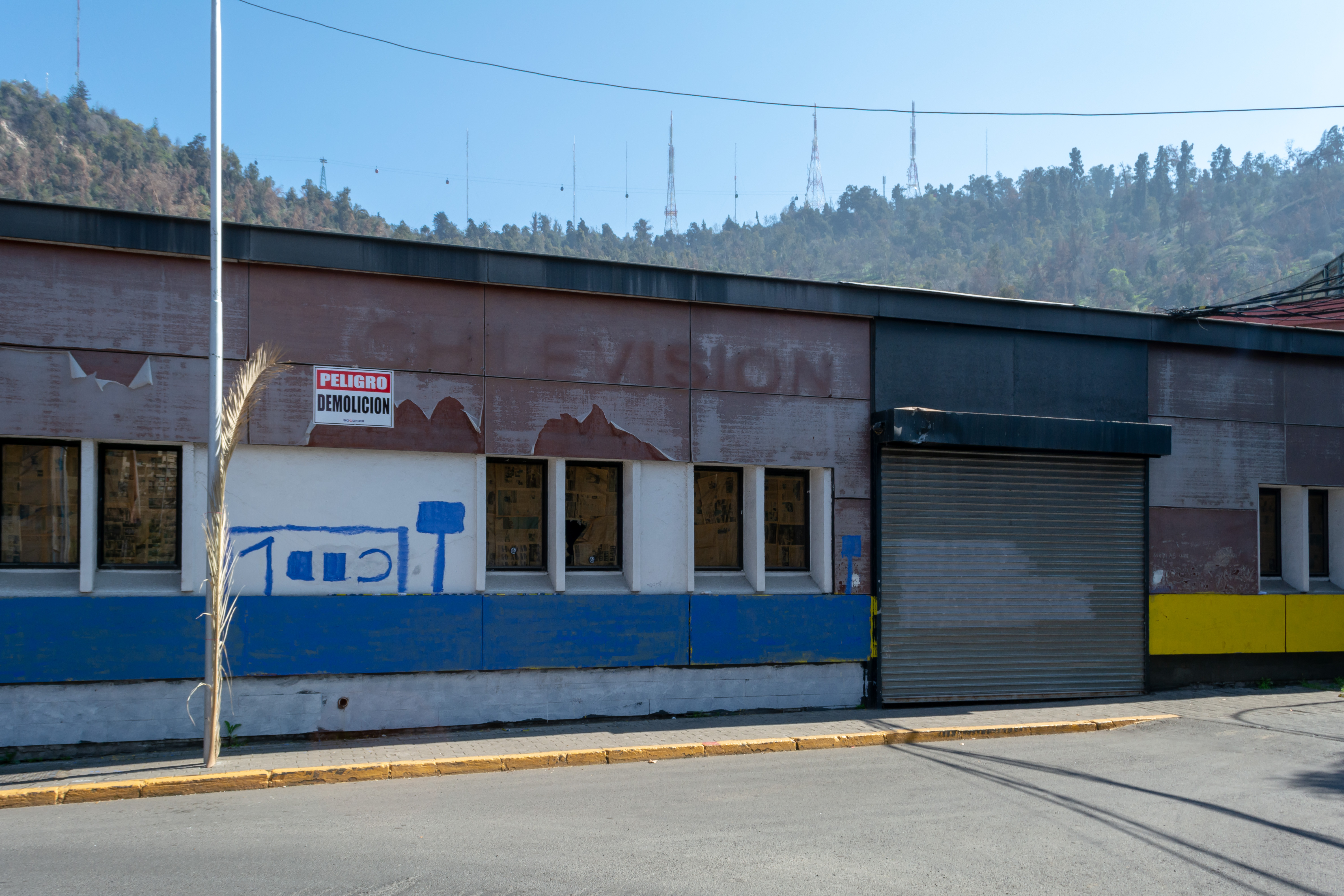
Estudios de Chilevisión en calle Inés Matte Urrejola en 2021, antes de su demolición.

En 2007, el entonces dueño del canal y posterior Presidente de la República Sebastián Piñera compró un terreno de 55.000 m² ubicado en Avenida Pedro Montt 2354, comuna de Santiago, donde alguna vez estuvo la fábrica textil Machasa. El complejo sería destinado para la construcción de una nueva casa para Chilevisión, saliendo de los estudios de Inés Matte Urrejola 0825-0890. El comprador de los terrenos de CHV en Providencia sería Canal 13, cuyo Centro de Televisión está ubicado al costado poniente del anterior emplazamiento.
La quiebra de una constructora y la salida de Jaime de Aguirre de la dirección ejecutiva retrasaron el cambio, por lo que se anunció como fecha definitiva de traslado junio de 2016. Desde marzo de 2014 y a causa del retraso, Chilevisión debió pagar a Canal 13 arriendo mensual por el uso de sus ex instalaciones, donde la cadena propiedad del Grupo Luksic planeaba una significativa expansión de su complejo de estudios y oficinas; sin embargo, el 31 de mayo de 2019 Canal 13 vende el paño de Inés Matte Urrejola 0890 a una inmobiliaria. Las antiguas dependencias de Chilevisión fueron finalmente demolidas el 15 de agosto de 2021 para dar paso a la construcción de un complejo de departamentos.
El primer programa en vivo emitido desde los nuevos estudios fue el matinal La mañana, el 13 de junio de 2016 a las 8:00; La jueza, en tanto, fue el primer programa producido íntegramente en Machasa. Días después le siguieron SQP, Primer plano, Sabingo y Cocineros chilenos. El cambio definitivo entre controles maestros de transmisión ocurrió el 29 de junio durante la madrugada, donde se realizaron pruebas de emisión entre las 2 y 5 de la mañana; el cambio más visible fue la unificación de las señales HD y SD, donde el logo en pantalla de CHV pasa a la posición segura del formato 4:3, provocando algunas molestias entre los telespectadores. Finalmente, a la medianoche del 9 de julio, la señal de Chilevisión se unifica en análogo y digital, transmitiendo en formato SD escalado y HD 16:9 respectivamente.
Casi un mes después, el 17 de julio, la conductora de El tiempo en Chilevisión, Marcela Brane, fue la encargada de despedir dicho espacio tras la última edición central de Chilevisión noticias en los estudios de Inés Matte Urrejola; el 1 de agosto a las 21:00 debutó la nueva etapa de Chilevisión Noticias Central desde Machasa, siendo Prensa el último equipo en instalarse y producir desde las nuevas instalaciones de la exfábrica textil.

#### Era Paramount Global (2020-presente)
Durante agosto de 2020, AT&T — matriz de WarnerMedia — comenzó un proceso de reorganización de sus activos a nivel mundial; en ese sentido, diversos medios chilenos e internacionales reportaron que existirían conversaciones con ViacomCBS (actual Paramount Global) para una posible venta de Chilevisión. Las tratativas para la adquisición entre ambos conglomerados se desarrollaron directamente en Estados Unidos, a excepción de un proceso de due dilligence local desarrollado durante el último trimestre de 2020.
La compra del canal y la red de señales de televisión abierta que opera Chilevisión fue anunciada oficialmente por Paramount el 5 de abril de 2021 por un monto en efectivo entre las partes no informado. La operación fue aprobada por la Fiscalía Nacional Económica el 5 de julio de 2021. El proceso de adquisición del canal finalizó el 30 de septiembre de 2021, día en que se anunció a Juan Carlos Acosta (presidente de Paramount International Studios & Networks Americas) y Juan Ignacio Vicente (ex Mega) como líderes de la nueva etapa de CHV. Con la venta a Paramount, Chilevisión mantuvo sus operaciones en los estudios de la ex Machasa (propiedad de WarnerMedia y donde también operan CNN Chile y TNT Sports), mediante un arriendo a largo plazo con posibilidad de compra.
En marzo de 2023, el Comité Olímpico Internacional le otorgó a Chilevisión los derechos de transmisión de los Juegos Olímpicos de París 2024, en conjunto con Pluto TV, siendo la segunda vez donde el canal emite la máxima competencia deportiva internacional;mientras que en julio de 2024 se anunció la transmisión de los Juegos Paralímpicos, siendo su primera vez en este certamen.
A fines de abril de 2025 el emblemático productor de televisión del canal, Carlos Valencia, anunció su salida de la estación tras 25 años trabajando en la misma (llegó en la época de transición Cisneros-Claxson al canal cuando aún sus estudios estaban en calle Inés Matte Urrejola), cerrando así un largo ciclo y emigrando a trabajar a Mega tras aceptar una oferta de esta última señal.

#### UChile TV
La señal 11.2 fue originalmente usada como una señal demostrativa, emitiendo el espacio musical Canciones Retocadas. Posteriormente la señal fue renombrada como CHV Música, la cual emitía videoclips de artistas nacionales, manteniéndose así hasta mediados del 2020.
El 30 de diciembre de 2020 se iniciaron las emisiones en marcha blanca de UChile TV, nueva señal televisiva de la Universidad de Chile y que se emite por los subcanales digitales de Chilevisión en convenio con la casa de estudios.

## Administración

### Concesiones
La Red de Televisión de la Universidad de Chile es la propietaria y administradora de las concesiones televisivas sobre las cuales hoy emite Chilevisión en Santiago y otras 27 localidades del país (Valparaíso, San Antonio, Rancagua, San Fernando, Talca, Chillán, Concepción, Temuco, Valdivia, Osorno, Puerto Montt, Arica, Iquique, Antofagasta, El Salvador, Chuquicamata, Copiapó, Vallenar, La Serena, Ovalle, Illapel, Los Vilos, San Felipe y Los Andes, Ancud, Castro, Coyhaique y Punta Arenas).
El 30 de septiembre de 1993, RTU es vendida por la Universidad al conglomerado venezolano Organización Cisneros, que cambió la razón social de la empresa a Chilevisión S.A; en 2005 su propiedad pasó a manos de Bancard, y desde 2010 al conglomerado de medios de comunicación estadounidense Turner Broadcasting System, posteriormente WarnerMedia.
A pesar de esto, la Universidad de Chile continúa siendo la propietaria de las concesiones televisivas, ya que estas fueron cedidas originalmente sólo en usufructo por un plazo de 25 años renovables automáticamente por otro período idéntico. A mediados de 2018, al finalizar el primer período, la casa de estudios solicitó al CNTV extender la concesión de sus frecuencias VHF para transmisiones analógicas por el plazo necesario para completar el proceso de migración a la televisión digital terrestre, de acuerdo a la preceptiva transitoria de la Ley N° 20.750.

### Directivos

#### Directores ejecutivos
- 1960-1963: Raúl Aicardi Saavedra
- 1963-1966: Helvio Soto Soto
- 1966-1968: Mario Planet Rojas
- 1968-1969: Octavio Navarrete
- 1969: Raquel Parot Chaigneau
- 1970: Jaime Celedón Silva
- 1970-1973: Carlos Sancho Domínguez
- 1973-1977: Administración de la Universidad de Chile
- 1977-1978: Daniel Galleguillos
- 1978-1980: Juan Ramón Samaniego García
- 1980-1981: José Tomás Hurtado Contreras
- 1981-1982: coronel Hugo Larrañaga Warnken
- 1982-1983: Sergio Ríos Lillo
- 1983-1984: Marta Blanco Vidal
- 1984-1985: Sergio Melnick Israel
- 1985-1987: Héctor Humeres Noguer
- 1987-1990: Juan Pablo O'Ryan Guerrero
- 1990-1992: Cristián Calderón Contreras
- 1992-1994: Marcos Assadi Caviedes
- 1994-1995: Pablo Jaeger Cousiño
- 1995: Felipe Vial
- 1995-2001: Felipe Pozo Ruiz
- 2001-2002: Jaime Vega de Küpfer (interino)
- 2002-2015: Jaime de Aguirre Hoffa.[nota 2]
- 2015-2017: Francisco Mandiola Allamand
- 2017-2021: Jorge Carey Carvallo
- 2021-presente: Juan Ignacio Vicente Marco

#### Directores de prensa
- 1977-1978: José Pérez Cartes
- 1978-1979: Francisco Baraona Urzúa
- 1979-1983: Vicente Pérez Zurita
- 1983-1984: Roberto Undurraga Silva
- 1984-1985: Ricardo Manríquez
- 1985-1990: Gabriel Cantón Santelices
- 1990: José Miguel Riveros González
- 1990-1992: Ignacio González Camus
- 1992-1993: Sergio Riesenberg Friedmann
- 1993-1995: Jaime Moreno Laval
- 1995-1998: Nicolás Quesille Sánchez
- 1999-2004: Alejandro Guillier Álvarez
- 1998 y 2004-2016: Patricio Caldichoury Ríos
- 2016-2018: Pablo Badilla Lucio
- 2019-2022: María Paz Epelman
- 2022-presente: Pablo Vásquez

## Chilevisión Internacional
Chilevisión Internacional fue la señal internacional de la cadena que transmitía las noticias y programas del canal con derechos de difusión para el extranjero. Inicialmente, Chilevisión Internacional estaba disponible en Australia y Nueva Zelanda. La señal internacional fue lanzada en octubre de 2007 en Australia y en 2008 en Nueva Zelanda, Canal 108 por el proveedor de televisión satelital UBI World TV. Además, eventos como el Festival del Huaso de Olmué y lo mejor de su programación, también eran emitidos por TV Chile, la señal internacional de TVN a gran parte del mundo. El canal dejó de emitir el 8 de junio de 2012 con el cierre de UBI World TV.

## Controversias

### Polémica por entrevista descontextualizada
En 2012, Chilevisión fue foco de una fuerte polémica sobre ética periodística. El 16 de enero de 2012 se transmitió una entrevista en que se presentaba a la entrevistada, Inés Pérez, como una persona profundamente clasista. La entrevista produjo fuertes reacciones, llevando incluso a la creación de grupos de redes sociales en contra de la afectada. Dos días después se conocía la entrevista completa, y las reacciones se volvían contra la televisora, ya que en ella Pérez manifestaba preocupación por los supuestos discriminados y pone todo en su contexto. Como reacción, la televisora defendió la veracidad de la entrevista y despidió al funcionario que filtró el video completo, causando reacciones aún más adversas entre los televidentes.

### Polémica por burlas a boras y hackeo de página web
El 6 de agosto de 2012, en medio de una fuerte polémica por comentarios racistas y burlas dirigidas al pueblo bora en medio de las grabaciones del reality show Amazonas, la página web del canal fue hackeada por una facción de hackers peruanos de LulzSec.

## Audiencia
Durante sus más de 60 años de historia, Chilevisión nunca ha gozado del liderazgo que han obtenido otros canales como TVN, Canal 13 y Mega, aunque ha tenido exitosos y recordados programas a lo largo de su historia, y que marcaron pauta en la televisión chilena, en líneas generales, el canal siempre estuvo relegado al tercer lugar histórico de audiencias hasta la aparición de Mega en 1990, que rápidamente alcanza esa posición, dejando al canal en el cuarto lugar de sintonía.[cita requerida]
A partir de 1992 se sustituyó el sistema de medición de audiencias por el sistema implementado por la empresa Time Ibope, que mide el índice de audiencia en línea, de manera instantánea. A este sistema, Chilevisión no se suscribió hasta recién entrada la década de 2000, bajo la administración de Jaime de Aguirre, siendo la última estación de las 4 grandes en tener índice de audiencia en línea. Antes de eso, solo tenía la información de su índice de audiencia al día siguiente de cada emisión. Este cambio supuso una mayor competitividad entre los canales de televisión abierta, lo que además obliga a cada empresa a buscar diversas formas de ganar nuevas audiencias, y mantener las que se tienen.[cita requerida]
En 1993, Chilevisión entra con la premisa de ganar nuevas audiencias y lograr consolidar un nicho programático alternativo al resto de los canales. Así, poco a poco, comienza a incrementar su índice de audiencia general: De pasar a marcar 3,5 puntos en la medición de Time Ibope a fines de 1994, la estación logra superar la barrera de los 6 puntos generales en 2004, superando a La Red, consolidándose en el 4° lugar y a la caza permanente de los canales grandes de la industria.[cita requerida] Este crecimiento, se acompañó del aumento de sintonía de sus programas informativos; la diversidad de la programación; y la llegada de Jaime de Aguirre en 2002 como Director Ejecutivo del canal. Él renovó la parrilla programática e hizo del canal uno de los más rentables. Desde el 2003 comenzó una curva ascendente en el índice de audiencia, compitiendo de igual a igual con los otros canales.[cita requerida]
El canal en los últimos años [¿cuál?] peleó constantemente el 3° lugar en las mediciones de índice de audiencia entregadas por Time Ibope. En 2009 cambió con el éxito de las dos temporadas de Fiebre de Baile y el juvenil Yingo, los que acompañados por El club de la comedia, Infieles y los noticieros, que incidieron en un incremento fuerte de su audiencia, lograron concluir el año con un índice de audiencia promedio de 7,5 puntos, a pocas décimas de Canal 13.[cita requerida]
En 2010 la estación privada mostró una nueva alza, y cerró el año con un índice de audiencia de 8,32 puntos en un empate técnico con Mega en la segunda ubicación, desplazando así a Canal 13 al cuarto lugar de las preferencias del público.

## Producciones del canal

### Chilevisión Noticias
Es el noticiero principal de Chilevisión la cual es transmitido desde el 25 de marzo de 1996 hasta la actualidad. Se emite de lunes a viernes de 6:30 a 07:45, y de lunes a domingos en sus ediciones de: tarde, de 13:00 a 15:30, Central, de 20:30 a 22:30 y noche, de 01:30 a 02:00.
Desde 2018 hasta 2022, Chilevisión mantuvo una fuerte relación con la que fuese su señal hermana de noticias CNN Chile, con la creación de una sociedad informativa para la transmisión en conjunto de los noticiarios y de coberturas especiales. Tras la venta de Chilevisión por parte de WarnerMedia a ViacomCBS (hoy Paramount) en 2021, dicha alianza fue disuelta, siendo los servicios informativos separados y volviendo a funcionar de manera independiente, cuestión que se concretó el 31 de marzo de 2022.

### Chilevisión Deportes
El área deportiva de Chilevisión ha transmitido la final del Torneo Paulista con Jorge Valdivia campeón en Palmeiras, la Premier League, la Primera División de Argentina, las finales de Fernando González en torneos ATP, además de que en reiteradas oportunidades emitió la final del rodeo chileno. En mayo de 2012 transmitió la final de la Copa de Portugal, con los chilenos Matías Fernández (titular) y Diego Rubio (suplente) como protagonistas.
También, emitió las finales de la Copa Sudamericana 2006 en diferido, que disputó Colo-Colo perdiendo ante Pachuca. La final de ida de la Copa Sudamericana 2011, entre Liga de Quito y Universidad de Chile, fue emitida en vivo y en directo desde Quito. El encuentro de vuelta, fue transmitido en diferido por un tiempo (diferecto) desde el Estadio Nacional, con la Universidad de Chile como campeón del torneo subcontinental.
Emitió los partidos amistosos de la selección chilena y los encuentros de esta en las clasificatorias rumbo a Brasil 2014. Desde el 8 de junio al 1 de julio de 2012 transmitió la Eurocopa, que se disputó en Polonia y Ucrania, y hasta diciembre de 2012, Chilevisión transmitió la Fórmula 1, el WRC y la UEFA Champions League. Desde 2015 emitió boxeo internacional. A partir del segundo semestre del 2018 (luego de la Copa Mundial de la FIFA de aquel año), comienza nuevamente a transmitir a la Selección chilena de fútbol, tanto en partidos amistosos, como en las clasificatorias sudamericanas para la Copa Mundial de la FIFA Catar 2022, luego de adjudicarse la licitación convocada por la ANFP, el 31 de julio de 2017.[cita requerida] Además de la Copa América Femenina 2018.[cita requerida]
Desde que TNT Sports (y anteriormente el CDF) comparte propietario desde el 2019, la señal proveó de variados contenidos deportivos a Chilevisión, incluyendo transmisiones simultáneas de eventos (excepto eventos FIFA). Entre 2020 y 2021, Chilevisión emitió un partido de fútbol a la semana de la Primera División de Chile, tras acuerdo con la ANFP y TNT Sports. Con esto, Chilevisión fue el primer canal de televisión abierta chileno en emitir fútbol del campeonato nacional en vivo luego de dos décadas. Tras la venta de Chilevisión a ViacomCBS (Actualmente Paramount Global), TNT Sports siguió a cargo de los contenidos deportivos del canal, a diferencia de los contenidos informativos.
El 27 de enero de 2022, ya con la administración de Paramount, Chilevisión renueva con la ANFP los derechos de los amistosos de la Selección chilena de fútbol y de la emisión exclusiva en TV Abierta de las Clasificatorias para la Copa Mundial de la FIFA Canadá, Estados Unidos y México 2026 junto con Pluto TV y Paramount+ para las plataformas de streaming. Meses después, se anunció que Chilevisión transmitió la Copa Mundial de la FIFA Catar 2022 junto con Canal 13, siendo su regreso a este torneo desde Francia 1998. 3 años después, se anunció que Chilevisión transmitirá en exclusiva la Copa Mundial de la FIFA 2026

### Chilevisión Ficciones

#### Series
Las primeras ficciones del canal se realizaron durante la década de 1960 con el estreno de Don Camilo (1969), dirigida por Charles Elsesser.
En 2004 Chilevisión inauguró la unidad de ficción con apoyo de producción externa, a cargo de Gastón Roca por gestión de Jaime de Aguirre. Se estrenó Casados (2005) e Infieles (2005-2015). Entre 2006 y 2010 se estrenaron diversas series unitarias (horario nocturno) y sitcoms (horario vespertino). En el marco de la conmemoración del Bicentenario de Chile, Chilevisión estrenó los unitarios Cartas de mujer (2010) y 12 días que estremecieron Chile (2011). Estrenó las premiadas series Ecos del desierto (2013; en conjunto con Andrés Wood), Sudamerican Rockers (2014) y Bala loca (2016; en conjunto con Marcos de Aguirre).
Desde Turner Broadcasting System, con una inyección de alto costo y asociaciones internacionales, el canal comenzó a desarrollar ficciones como gestor y coproductor. Space y Chilevisión estrenaron en conjunción su primera producción original de ficción Mary & Mike (2018). En 2019 Chilevisión se asoció con la cadena YLE T1 (Finlandia) y las productoras Parox (Chile) y Kahio Republic (Finlandia) y estrenaron la serie Héroes invisibles. En 2020 la cadena se asoció con RTVE (España) y las productoras Boomerang TV (España) y Promocine (Chile), y estrenó en horario prime Inés del alma mía.En 2023 Chilevisión y Paramount+ (LATAM) se estrenaron la comedia Dime con quién andas. El 25 de junio de 2023, la serie logró posicionarse en el puesto 5 del Top 10 de las producciones más vistas en Latinoamérica por el servicio de streaming Paramount+.

#### Teleseries
La producción de telenovelas de Chilevisión comenzó bajo la administración de Jaime de Aguirre en 2006. Vivir con 10 (2007) y Mala Conducta (2008) fueron las primeras telenovelas producidas por la cadena de televisión, bajo la dirección de Ricardo Vicuña.
Entre 2009 y 2011 el director Vicente Sabatini elevó el nivel técnico de producción, la dirección artística y los contenidos, de lo que se venía ejecutando anteriormente en las telenovelas del canal. Instaló las superproducciones Manuel Rodríguez (horario vespertino) y La doña' (horario nocturno). Ambos proyectos de ficción contaron con una importante infraestructura escenográfica en Casablanca bajo un riguroso trabajo de arte. La doña contó con US$5.000.000, transformándola en la ficción más costosa de Chilevisión. Obtuvo altos índices de audiencia y derrotó en horario nocturno a teleseries de TVN y Canal 13. Mientras que el director Patricio González, aumentó sus contenidos telenovelas de suspenso, misterio y crimen con Mujeres de lujo (2010) e Infiltradas (2011).
En 2013 se estrenó Graduados en horario vespertino, que contó con 212 episodios, transformándola en una de las teleseries mayor duración en Chile.